# Radio Zeta
Radio Zeta è stata un'emittente radiofonica privata interregionale con sede in Lombardia a Caravaggio, in provincia di Bergamo, posta al piano superiore del dancing "Studio Zeta". Trasmetteva su varie frequenze in Lombardia, Piemonte, Liguria, Valle d'Aosta, Toscana e nelle province venete ed emiliane limitrofe alla Lombardia. Inoltre la si poteva ascoltare in streaming, sul satellite al canale 735 della piattaforma SKY o tramite decoder digitale terrestre nelle regioni del nord d'Italia e in Toscana.
In seguito al cambio editoriale, nel 2016 è diventata un network radiofonico chiamato Radio Zeta L'Italiana, ricevibile in tutta Italia in FM, in streaming, sul canale 735 di SKY e sul digitale terrestre al canale 266 in radiovisione e al canale 737 in versione audiografica. Dal 5 maggio 2017 torna a chiamarsi col nome originale Radio Zeta.

## Storia

### Dalla localeRadio Treviglioall'interregionaleRadio Zeta
Radio Zeta inizia le sue trasmissioni il 6 novembre 1976, agli albori della radiofonia privata italiana, fondata dall'imprenditore Angelo Zibetti. Con la liberalizzazione, che pone fine al monopolio Rai, nascono in quegli anni le prime emittenti libere e, con loro, un nuovo modo di fare radio, che sancisce il passaggio da una forma di comunicazione ingessata, al servizio dello Stato, a una più informale e sciolta. Angelo Zibetti ne coglie subito l'enorme potenzialità e trasforma in pochi anni la sua piccola emittente locale in una radio sovraregionale che si distinguerà nel suo genere.
Nasce con il nome Radio Treviglio, la prima sede, infatti, è in questa cittadina bergamasca, e verrà ribattezzata Radio Zeta, dall'iniziale del cognome di Zibetti, solo qualche anno più tardi quando la sede si sposta a Caravaggio. Nei primi anni vi lavorano Lionello Lavezzari e Nicoletta Deponti, provenienti da Radio Liberty, e Paolo Astesano, Augusto Jannarilli e Walter Ravasi, provenienti da Radio Treviglio Sound. Radio Zeta offre una programmazione musicale centrata sulla musica da ballo, comprendendo quindi l'ascolto di rinomate orchestre di liscio ma anche la musica latino-americana. Trasmette anche musica leggera pop italiana con successi odierni e passati.
L'interazione con gli ascoltatori, oltre che con le dediche telefoniche e, negli ultimi tempi, con i social network, avviene attraverso le feste in piazza, i viaggi e le crociere con le orchestre e i presentatori della radio.
Nel periodo compreso tra il 1997 e il 2000, l'emittente radiofonica ha annunciato una significativa rivoluzione nel proprio palinsesto, introducendo un numero maggiore di programmi dedicati alle dediche. Questa innovazione aveva l'obiettivo di coinvolgere il pubblico in modo diretto e personale, offrendo spazi per esprimere sentimenti e messaggi speciali attraverso richieste di dediche musicali.
I nuovi programmi, caratterizzati da un formato interattivo e coinvolgente, hanno permesso agli ascoltatori di partecipare attivamente, creando un legame emotivo con la programmazione. Questa strategia non solo ha trasformato il contenuto, ma ha anche evoluto il modo in cui l'emittente si relazionava con il pubblico, rendendo l'esperienza radiofonica più intima e significativa.
L'introduzione di questi programmi ha portato a un aumento degli ascolti, contribuendo così a un incremento degli introiti pubblicitari. Inoltre, Radio Zeta ha potuto espandere la propria presenza acquisendo nuove frequenze in Lombardia, Piemonte, Toscana e Veneto, consolidando ulteriormente la sua posizione nel panorama radiofonico nazionale.
Dal 2007 ha preso il via una collaborazione con le emittenti televisive Milano+ e Torino+ dell'editore Giorgio Tacchino. Infatti, erano trasmessi quotidianamente dei collegamenti TV con la radio  all'ora di pranzo nel corso del programma Musica insieme, durante i quali gli speaker della radio interagivano con i conduttori televisivi e il tutto veniva diffuso in diretta contemporaneamente sia sulle frequenze televisive che su quelle radiofoniche. Tale collaborazione ha portato anche alla realizzazione di show di prima serata, appuntamenti a cadenza settimanale denominati Musica insieme di sera, registrati presso il dancing Studio Zeta, condotti dal patron Angelotto coadiuvato dal presentatore radiofonico Alessandro Benericetti e dal presentatore televisivo Dino Crocco, avente per ospiti molte fra le più note orchestre da ballo, con la presenza del pubblico in sala e l'interazione con i telespettatori per dediche tramite sms.
Sempre in seguito alla sinergia con la televisione, alla radio, dal 2007, era collegata anche una manifestazione canora, il "Microfono d'Oro", che ogni anno premiava le canzoni più amate dal pubblico. Tra gli artisti passati alla rassegna si segnalano le orchestre di Omar Codazzi, Titti Bianchi, Ruggero Scandiuzzi, Franco Bagutti e Al Rangone.
Negli anni duemiladieci il palinsesto vanta trasmissioni molto seguite a partire da "Radio Zeta Buongiorno", la sveglia alle 7 in compagnia di Francesco Nava e Daniela Invernizzi ricca di appuntamenti: gli auguri in diretta telefonica a chi segnala un compleanno, un anniversario, una ricorrenza; l'oroscopo e l'almanacco del giorno; le prime notizie della giornata; i giochi a premi; ed un argomento di discussione proposto agli ascoltatori. Dalle 9 l'appuntamento è con l'Angelotto, titolare dell'emittente, che propone il meglio delle orchestre. Alle 11 arriva Alessandro Benericetti, chiamato Cicetti, con le dediche e molte curiosità all'interno del suo "Tre per te". Nel pomeriggio, a partire dalle 15, si viaggia in capo al mondo o dietro l'angolo con la dj Fabiana Viola e il direttore dell'agenzia Adda Viaggi Giancarlo Maretta, entrambi a capo del programma "Viaggiando", per poi proseguire con "Pomeriggio Zeta" nell'approfondimento di questioni di largo interesse, con le interviste di Fabiana ad esperti nel campo della medicina, delle questioni legali e fiscali, ma si parla anche di libri, appuntamenti culturali, di bellezza e gossip. E poi ancora lo spazio riservato agli anni '60, '70, '80 che Alex Morelli ripercorre in "Celebration" dalle ore 18.
Nel corso degli anni Zibetti, trasferito il suo domicilio a Lecco, ha acquistato le frequenze di Radio Cristal ed ha creato una postazione radio nella sua abitazione dalla quale interagiva coi suoi ascoltatori quotidianamente.
Dal 23 novembre 2011 l'emittente trasmette anche sul digitale terrestre in Toscana e Italia Settentrionale (da cui sono tuttavia escluse Val D'Aosta e Trentino) sul canale 703 per mezzo dei mux regionali di 7 Gold nell'ordine: Toscana (24/11/2011 15:02), Liguria (03/12/2011 19:22), Piemonte (17/02/2012 03:22), Lombardia (02/12/2012 12:51), Emilia Romagna (07/12/2012 22:16), Friuli (11/12/2012 07:18) e Veneto (28/12/2012 09:21).
A febbraio 2014, Radio Zeta risulta essere l'emittente radiofonica locale più ascoltata nel nord d'Italia e seconda in Italia secondo i dati Eurisko.
Nel 2015, Zibetti inizia a riflettere seriamente sulla possibilità di vendere l'intera emittente, un'idea che si era appena affacciata nella sua mente ma che comincia a prendere forma man mano che il panorama del settore radiotelevisivo evolve. In questo contesto, riceve numerose proposte da piccole emittenti locali, tutte interessate a rilevare la sua azienda.  Tuttavia, nonostante le offerte ricevute, Zibetti decide di rifiutare  queste possibilità, rimanendo fermo nella sua convinzione e proteggendo la sua visione originale per l'emittente.
La situazione cambia quando, a sorpresa, riceve una proposta di acquisto da Lorenzo Suraci, titolare di RTL 102.5, primo network radiofonico nazionale per ascolti. L'offerta è di oltre 1 miliardo di euro, una cifra che rappresenta un'opportunità significativa non solo per Zibetti, ma  anche per  il futuro dell'emittente. Questa proposta suscita in  lui un mix  di emozioni: da un lato, la tentazione di monetizzare il suo lavoro e il suo impegno; dall'altro, la preoccupazione per il destino dell'azienda che ha costruito con tanto sacrificio.
Dopo un'attenta riflessione e una serie di trattative, Zibetti decide di non escludere la possibilità di vendere, avviando un dialogo con Suraci. Le trattative si intensificano, e attraverso un confronto aperto e strategico, le parti giungono a un accordo. La cifra finale per l'acquisto dell'emittente si alza a 1,7 miliardi di euro, un valore che testimonia non solo l'importanza dell'azienda nel mercato, ma anche la sua potenziale crescita futura.
Quando finalmente Zibetti firma il contratto di vendita, si trova di fronte a un momento cruciale della sua carriera. La decisione di cedere l'emittente segna la conclusione di un capitolo significativo della sua vita, ma allo stesso tempo apre la porta a nuove opportunità. Con la vendita, Zibetti non solo realizza un'importante operazione finanziaria, ma lascia anche un'eredità che continuerà a influenzare il panorama radiotelevisivo italiano. La scelta di vendere a Suraci rappresenta un punto di svolta, portando con sé la promessa di una nuova era per l'emittente, estendendo le sue trasmissioni a livello nazionale.
Le trasmissioni di Radio Zeta cessano ufficialmente il 31 dicembre 2015 alle ore 20:51, ora nella quale confluisce sulle nuove frequenze di RTL 102.5 per il concerto di capodanno di Gigi D'Alessio.

### Radio Zetadiventa un network nazionale: nasceRadio Zeta l'Italiana

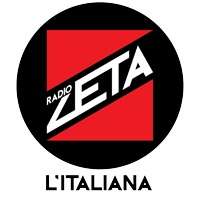
Logo di Radio Zeta l'italiana, quando l'emittente assumeva questa denominazione (fino al 4 maggio 2017)

Il 1º gennaio 2016 Radio Zeta è confluita in "Radio Zeta l'Italiana", nuova emittente che eredita parzialmente alcuni programmi e alcune selezioni musicali che hanno caratterizzato l'emittente bergamasca. I fratelli Zibetti, infatti, la vendono a RTL 102.5, di conseguenza Radio Zeta entra a far parte del gruppo editoriale della radio più ascoltata dello stivale, divenendo anch'essa un network radiofonico ricevibile in tutta Italia. In virtù di ciò e, a seguito della volontà da parte della famiglia Zibetti di demolire l'edificio che ospitava lo Studio Zeta, la sede di Caravaggio verrà dismessa e al suo posto nascerà una struttura commerciale.
Angelo Zibetti, tramite il sito web de "Il Giorno", afferma che: "alle voci che sostengono che Radio Zeta chiuderà, rispondo che Radio Zeta continuerà a vivere [...]. Il cambiamento che ci sarà dal 1º gennaio 2016 sarà soltanto nell'assetto societario, tutto invariato, invece, nel palinsesto e nei programmi che oggi sono in onda".
Il nuovo direttore artistico è Lorenzo Suraci, direttore anche di RTL 102.5. Fra le voci che animano i programmi di Radio Zeta l'Italiana vi sono molti attuali o ex dj della rete madre, come Paolo Cavallone, il Conte Galè, Alessandro Greco, Charlie Gnocchi, Carletto e Federica Gentile, ma anche nuovi ingressi come Marco Predolin, Elenoire Casalegno e Gianni Riso, in aggiunta ai conduttori della "vecchia" Radio Zeta, ossia, Francesco Nava, Daniela Invernizzi, Fabiana Viola, Alex Morelli, Alessandro Cicetti e Angelotto.
La nuova radio ha precisato che non trasmetterà più la musica da ballo come ha fatto dal 1976 la Radio Zeta di Zibetti e ha tenuto a precisare che non ci sarà più il concorso canoro del "Microfono d'oro" ideato dall'ex patron Angelotto e da Dino Crocco. La radio precisa ancora che non intratterrà più rapporti commerciali né con le orchestre che animavano l'emittente né con le aziende locali che trasmettevano le loro pubblicità sulle vecchie frequenze, mirando unicamente sulla pubblicità nazionale.
Dal 5 maggio 2017 Radio Zeta l'Italiana torna al nome originale Radio Zeta. Dopo qualche giorno abbandonano l'emittente l'ex patron Angelotto e lo speaker Francesco Nava. Con la nuova gestione la radio cambia totalmente rotta rispetto al passato: infatti, la Zeta nel nome va a identificarla come canale dei più giovani, rivolto alla "generazione zeta", diffondendo generi di tendenza come il rap, la trap e l'indie, e promuovendo artisti emergenti.

## Direttore
Il direttore di Radio Zeta è stato lo stesso editore Angelo Zibetti, chiamato Angelotto (Caravaggio, 2 gennaio 1936 - Lecco, 25 dicembre 2021). Zibetti è stato il fondatore della radio insieme al fratello Ernesto ed è stato anche uno dei principali speaker dalla nascita dell'emittente fino alla cessione dell'attività avvenuta nel 2016. La sua carriera in campo imprenditoriale era iniziata nel 1957 con l'apertura di un primo locale, il Calypso, poi nel 1962 ne ha aperto un secondo, La Ruota, il quale ha ospitato nel 1964 un giovanissimo Lucio Battisti. Ha seguito la gestione di altre sale da ballo anche al di fuori della Lombardia, come il Kursaal Margherita di Varazze, finché nel 1985 ha dato vita al dancing Studio Zeta, che si è affermato in regione come uno dei più frequentati. Nel 1988 a sostegno della discoteca ha fondato Discoradio, inizialmente chiamata Studio Zeta Discoradio, emittente dedicata interamente alla musica dance, che ha diretto fino al 2006 quando l'ha ceduta a Radio Dimensione Suono. Ha partecipato a molti varietà musicali televisivi dedicati alle orchestre da ballo diffusi su emittenti regionali come Telecity, Telestar, Italia 8, Canale Italia, Antennatre, Studio 1, e ha preso parte anche allo show di Rete 4 Ballo amore e fantasia, condotto da Emanuela Folliero. Ha prodotto brani musicali per artisti che trasmetteva alla radio e ha cantato lui stesso, incidendo alcuni dischi contenenti canzoni come Blue Marine, Amici come noi, Cucco io cucchi tu e Belle gioie, che era anche l'appellativo con cui definiva i suoi ascoltatori.

## Studio Zeta
In seguito all'esperienza della radio, il 14 febbraio 1985 Angelo Zibetti decide di inaugurare la discoteca Studio Zeta, situata a Caravaggio (Bergamo) in Via Treviglio sulla ex SS11, posta al di sotto degli studi radiofonici. Il dancing disponeva di una parete mobile perfettamente insonorizzata che permetteva di dividere la sala in due separate per accogliere diversi generi musicali, oppure se tenuta aperta offriva al pubblico un unico ambiente con una capienza di cinquemila persone. 
Presso lo Studio Zeta nel corso degli anni si sono esibite le orchestre più conosciute del nord d'Italia, si sono tenuti corsi di ballo, serate con animazione latino-americana, disco-music e diversi concerti di noti artisti italiani, tra i quali si citano Fiorella Mannoia, Gino Paoli, Patty Pravo, Andrea Bocelli, Ivana Spagna, Riccardo Cocciante, Anna Oxa, Ligabue, Ron, Jovanotti, Giorgia, Luca Carboni, gli 883, i Nomadi, Laura Pausini, Nino D'Angelo, Edoardo Bennato, Biagio Antonacci, Umberto Tozzi e Roby Facchinetti. 
Nel 1987 la discoteca è stata usata come set per la serie televisiva cult Licia dolce Licia, dove sono state ambientate le scene di alcuni concerti della famosa band dei Bee Hive, protagonisti nella serie televisiva con Cristina D'Avena. Presso lo Studio Zeta, inoltre, sono state girate le immagini iniziali del film comico italiano Anni 90 e alcune scene del videoclip di Gigi D'Agostino L'amour toujours (I'll Fly with You).
Lo storico dancing è stato chiuso nel 2010.

## Programmi

### Trasmissioni in diretta
Programmi in onda fino alla data del passaggio di proprietà: 
- Radio Zeta Buongiorno: news, curiosità e sondaggi con Francesco Nava e Daniela Invernizzi (in onda dal lunedì al venerdì dalle 7 alle 9)
- Ieri, oggi, sempre: il salotto del liscio con Angelotto (in onda da lunedì a sabato dalle 9 alle 11 e la domenica dalle 9 alle 13)
- Tre per te: musica e dediche in diretta con Alessandro Benericetti (in onda dal lunedì al venerdì dalle 11 alle 14)
- Due per te: musica e dediche in diretta con Alessandro Benericetti (in onda il sabato dalle 11 alle 13)
- Pomeriggio Zeta: musica italiana e internazionale, ospiti esperti di economia, medicina, cultura, spettacolo con Fabiana Viola (in onda dal lunedì al venerdì dalle 15 alle 18)
- Pomeriggio Zeta - Viaggiando: rubrica di viaggi con Fabiana Viola e Giancarlo Maretta (in onda dal lunedì al venerdì dalle 15 alle 16 all'interno di Pomeriggio Zeta)
- Celebration: musica anni '60, '70, '80 con Alex Morelli (in onda dal lunedì al venerdì dalle 18 alle 20)
- Revival: musica anni '60, '70, '80 con Angelotto (in onda il sabato e la domenica dalle 18 alle 20)

### Musica non stop
- Orchestre non stop
- Italianissimevolmente
- Vetrina Microfono d'Oro: panoramica sulle canzoni partecipanti al Microfono d'oro
- Noi le cantiamo così: le cover delle più belle canzoni italiane in chiave ballabile

### Servizi
- Notiziario (condotto da Daniela Invernizzi, Fabiana Viola e Alex Morelli): 7.00, 9.00, 11.00, 13.00, 15.00, 18.00, 20.00
- Meteo (3bmeteo.com): 8.00, 9.00, 11.00, 13.00, 15.00, 18.00, 20.00
- Oroscopo del giorno (letto da Francesco Nava e Daniela Invernizzi): 7.30
- Oroscopo di domani (letto da Fabiana Viola e Alex Morelli): 17.30
- Servizio ANAS, informazioni sul traffico: 7.35, 12.05, 18.35

### Programmi storici
- A tutto mattina, talk show
- Il bello del ballo, musica da ballo
- Top 20 - i più ballati alla Ruota '70 '80
- Pomerigissimo Zeta, musica per i più giovani
- Domenica Zeta, programma interattivo che includeva giochi con premi offerti dagli sponsor
- Prova d'ascolto, novità discografiche italiane
- Mi ritorni in mente, musica anni '60 '70
- Evasione Latina, musica latino-americana
- Linea diretta con "Musica insieme", collegamento con la trasmissione televisiva di Milano+[29][30][31]
- Studio Zeta Live, le serate con le orchestre dallo Studio Zeta in diretta

## Conduttori

### Conduttori fino al passaggio di proprietà
- Angelo Zibetti detto "Angelotto"
- Alessandro Benericetti detto "Cicetti"
- Francesco Nava
- Daniela Invernizzi
- Fabiana Viola
- Giancarlo Maretta
- Alex Morelli

### Conduttori passati
- Gigi Riva
- Lionello Lavezzari
- Anna
- Corrado Sonzogni
- Augusto Jannarilli
- Silvia Riva
- Bongo
- Nunzia Palermo (attualmente autrice di Radio Rai)
- Gino Catini
- Gianni Mecca
- Giancarlo
- Nicoletta Deponti (attuale conduttrice di RTL 102.5)
- Claudio Paco Astorri
- Roberto Ferla (DJ Roby "La Ruota", anni 70/80)
- Paolo Astesano
- Paolo Ravasi
- Roberto Matano
- Walter Ravasi
- Dario Desi (poi Discoradio, One O One, R101, RMC, RTL 102.5)
- Eugenia Ferrari Facchetti
- Roberto Forti (attuale DJ di Radio Sound 95)
- Nadia Bornaghi (attuale DJ di Radio Milano)
- Daniel De Cuba
- Fabiana

## Frequenze

### Lombardia
- Milano, Bergamo, Pavia, Lodi e Monza 102.1 FM, 102.8 FM, 103.0 FM
- Brescia 91.0 FM, 102.2 FM, 102.7 FM
- Como e Lecco 89.4 FM, 102.8 FM, 103.0 FM
- Cremona 91.0 FM, 101.5 FM
- Mantova 91.0 FM, 96.5 FM, 102.2 FM
- Sondrio e Valtellina 107.30 FM, 93.80 FM
- Varese 98.0 FM, 102.8 FM
- Lago di Garda 91.0 FM, 102.0 FM
- Lago d'Iseo, Val Camonica, Sarnico, Lovere e Darfo Boario Terme 96.1 FM, 101.9 FM, 106.0 FM
- Val Brembana, Val Cavallina e Bossico 98.2 FM, 98.7 FM, 102.8 FM
- Val Seriana, Selvino, Albino, Alzano Lombardo e Gazzaniga 98.4 FM, 103.0 FM
- Val Trompia 101.95 FM
- Valsassina 102.9 FM, 103.1 FM

### Piemonte
- Torino 95.9 FM
- Alessandria 99.2 FM, 102.8 FM
- Asti 88.8 FM
- Biella 100.2 FM, 102.8 FM
- Cuneo 103.5 FM
- Novara, Verbania, Vercelli e Lago d'Orta 98.0 FM, 102.8 FM
- Lago Maggiore 98.0 FM, 102.7 FM
- Acqui Terme 99.4 FM
- Alba 104.9 FM
- Borgosesia 91.3 FM
- Ivrea 100.1 FM, 102.8 FM
- Val Bormida 98.2 FM, 98.4 FM, 98.6 FM

### Liguria
- Genova 101.4 FM
- Savona 98.6 FM, 101.4 FM
- La Spezia 106.3 FM
- Imperia e Monte Carlo 100.2 FM
- Alassio, Andora, Cengio e Diano Marina 98.1 FM, 98.2 FM
- Albenga, Cairo Montenotte, Finale Ligure, Loano e Pietra Ligure 98.3 FM, 98.4 FM
- Busalla 89.3 FM
- Lavagna, Rapallo, Santa Margherita Ligure e Sestri Levante 88.5 FM, 96.6 FM
- Levanto e Spotorno 101.4 FM, 104.7 FM
- Portofino, Chiavari e Zoagli 88.5 FM, 105.7 FM
- Val Fontanabuona e Gallinaria 103.2 FM
- Ronco Scrivia e Valle Scrivia 100.0 FM

### Valle d'Aosta
- Aosta 94.3 FM
- Saint-Vincent 100.2 FM
- Pont-Saint-Martin 105.1 FM

### Toscana
- Firenze 90.2 FM
- Livorno, Lucca e Pisa 87.5 FM
- Pistoia 87.5 FM, 99.4 FM
- Massa, Carrara, Viareggio e Forte dei Marmi 105.4 FM
- Aulla 100.5 FM
- Pontremoli 100.7 FM

### Emilia-Romagna
- Parma e Piacenza 102.7 FM, 102.8 FM
- Reggio Emilia 97.0 FM

### Veneto
- Verona 102.0 FM, 102.2 FM

### Trentino Alto Adige
- Trento 98.9 FM
- Levico Terme e Calceranica al Lago 107.3 FM
- Borgo Valsugana 106.7 FM
- Bolzano 87.9 FM
- Cles 99.6 FM
- Val di Sole 103.6 FM